# Ottone Zorlini

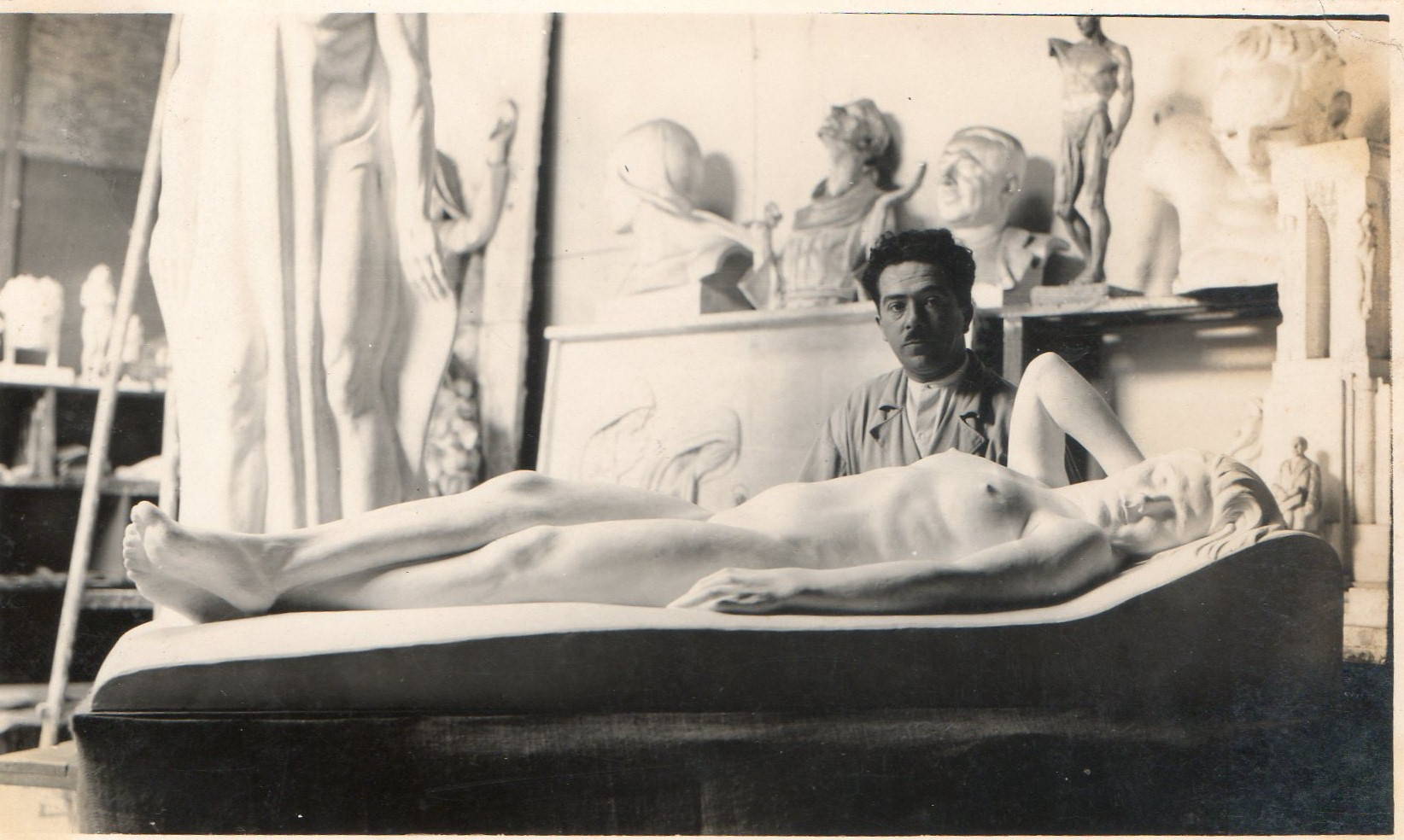
Primeiro ateliê de Ottone Zorlini em São Paulo, Brasil, após sua chegada da Itália em 1929.

Ottone Zorlini (Gorgo al Monticano, 20 de setembro de 1891 — São Paulo, 6 de junho de 1967) foi um pintor, escultor, desenhista, ceramista ítalo-brasileiro. É pai do também pintor Giancarlo Zorlini.

## Vida

### Primeiros anos de vida e família
De família humilde, era o sexto dos sete filhos de Dona Ida Pigatti, a "Nononna". Quando ele tinha oito anos, a família transferiu-se para Treviso.

### Estudos e formação
Fez seus estudos elementares na sua cidade natal e depois cursou a Scuola di Plastica - Scuola Serale e Dominicale em Treviso, 1909. Mais tarde, fez os cursos noturnos de artes plásticas de Veneza, incluindo o curso de Modelo Vivo.
Trabalhou como ajudante no ateliê do famoso escultor e ceramista Caccapuoti, em Treviso. Mais tarde abriu seu próprio ateliê em um local conhecido como Stallo al Turco.
Fez uma série de retratos e maquetes, com o intuito de concorrer a monumentos que eram criados pelo próprio governo italiano para serem colocados em praças públicas.

## Viagens
Transferiu-se na década de 1920 para a cidade de Gênova, montando seu próprio ateliê em "Bocadasse". Em 1924, retornou à cidade de Treviso. Em 1927, devido à presença maciça da colônia vêneta na cidade de São Paulo, viajou para o Brasil. Realizou e venceu a concorrência erguendo, na represa de Guarapiranga (Santo Amaro) o Monumento aos Heróis da Travessia do Atlântico. Tal monumento, na década de 1980, foi transferido para a Avenida Brasil esquina com Avenida Europa, na cidade de São Paulo.

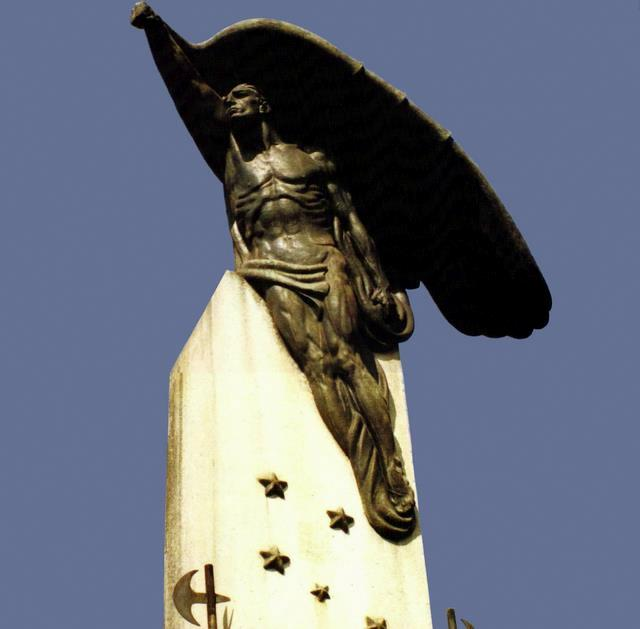
Monumento executado em 1927 por Ottone Zorlini, em homenagem aos aviadores italianos na Travessia do Atlântico. Atualmente encontra-se na Av. Brasil, em São Paulo.

Voltou para a Itália, casou-se, retornando ao Brasil em 1929.
Em 1949, voltou à Europa trazendo na bagagem dezenas de quadros a óleo, apontamentos, e desenhos. Aproveitou para rever museus, galerias e amigos.

## Ateliê
Em 1933, instalou-se na travessa Graz, entre a avenida Brigadeiro Luís Antônio e rua Asdrúbal do Nascimento, em São Paulo. Foram anos de intensa produção, de grandes obras, figuras femininas, animais e retratos. Alguns túmulos foram executados nos vários cemitérios de São Paulo. Concorreu a vários projetos.
Ao mesmo tempo, sua vida girou em torno de seus amigos pintores, retratando os arredores de São Paulo, os bairros da Vila Pompéia, Canindé, Várzea do Tietê, Cambuci, litoral paulista e interior do estado.
Deixou este ateliê para ceder espaço à futura avenida 23 de Maio. Transferiu-se então para a Rua Capote Valente, em Pinheiros, continuando e executando grandes obras.
Anos mais tarde, construiu em sua residência, na rua Cristiano Viana, o ateliê definitivo.

## Zorlini e seus amigos
Na década de 30, fazia parte de um grupo de pintores que frequentavam as sessões de modelo vivo, como Volpi, Mário Zanini, Penacchi e outros. Frequentador e expositor dos Salões Oficiais do Estado de São Paulo, Salões do Sindicato de Artístas Plásticos de São Paulo, do Salão Nacional de Belas Artes no Rio de Janeiro, e do Salão Paulista de Arte Moderna.
Na década de 60, com os amigos Vittorio Gobbis, Mário Zanini, Angelo e João Simeone, Penacchi, Bonadei, participava ativamente da vida artística paulistana. Com o filho Giancarlo, passou a viajar e conviver com Pellegatta, Carnelosso, Guido Tótoli, João Simeone, José Procópio de Moraes.

## Exposições

### Individuais

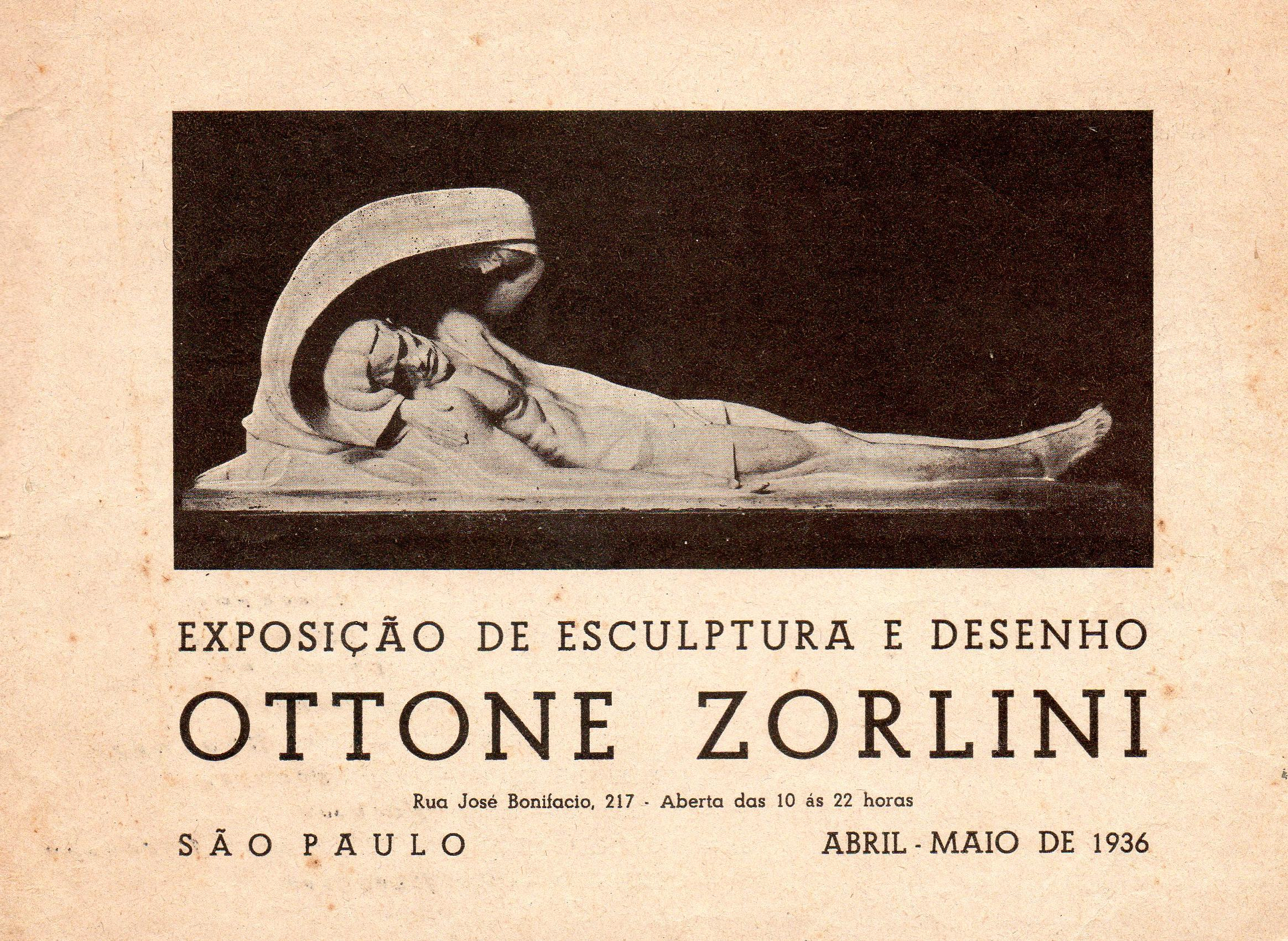
Catálogo de exposição individual realizado em 1936 na cidade de São Paulo - Brasil.

- 1923 - "Ca Pesaro" - Venezia, Itália
- 1925 - "VI Mostra D´Arte Trevigiana" Salone del 300 - Itália
- 1926 - "Exposição de Pintura e Escultura de Ottone Zorlini" - Treviso - Itália
- 1936 - "Exposição de Pintura e Escultura" - Rua José Bonifácio, 217, São Paulo
- 1937 - "Pintura e Escultura" - Palácio das Arcadas - São Paulo
- 1965 - "Galeria São Luiz" - Pinturas - São Paulo
- 1965 - Galeria "La Ruche" - Terracotas
- 1975 - "Retrospectiva do Museu de Arte Moderna de São Paulo"
- 1978 - "Pinturas e Esculturas" - "A Galeria" - Rua Haddock Lobo - São Paulo
- 1991 - "Centenário de Nascimento de Ottone Zorlini" - Pinacoteca do Estado de São Paulo
- 1997 - "Retrospectiva de Ottone Zorlini" - Casa das Artes Plásticas "Miguel Dutra" - Piracicaba - São Paulo

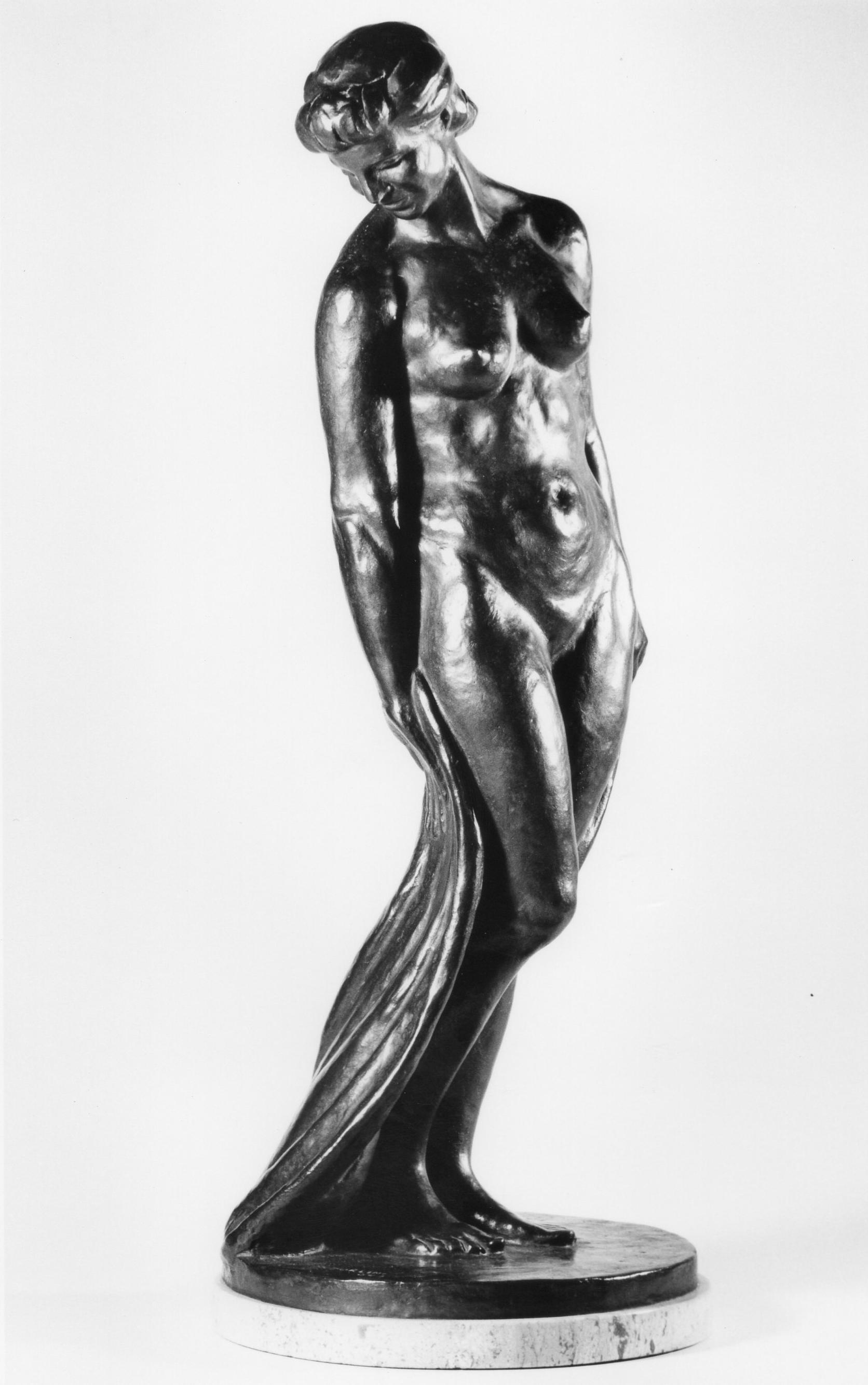
Escultura em bronze esculpida em 1935 em São Paulo, Brasil.

### Coletivas

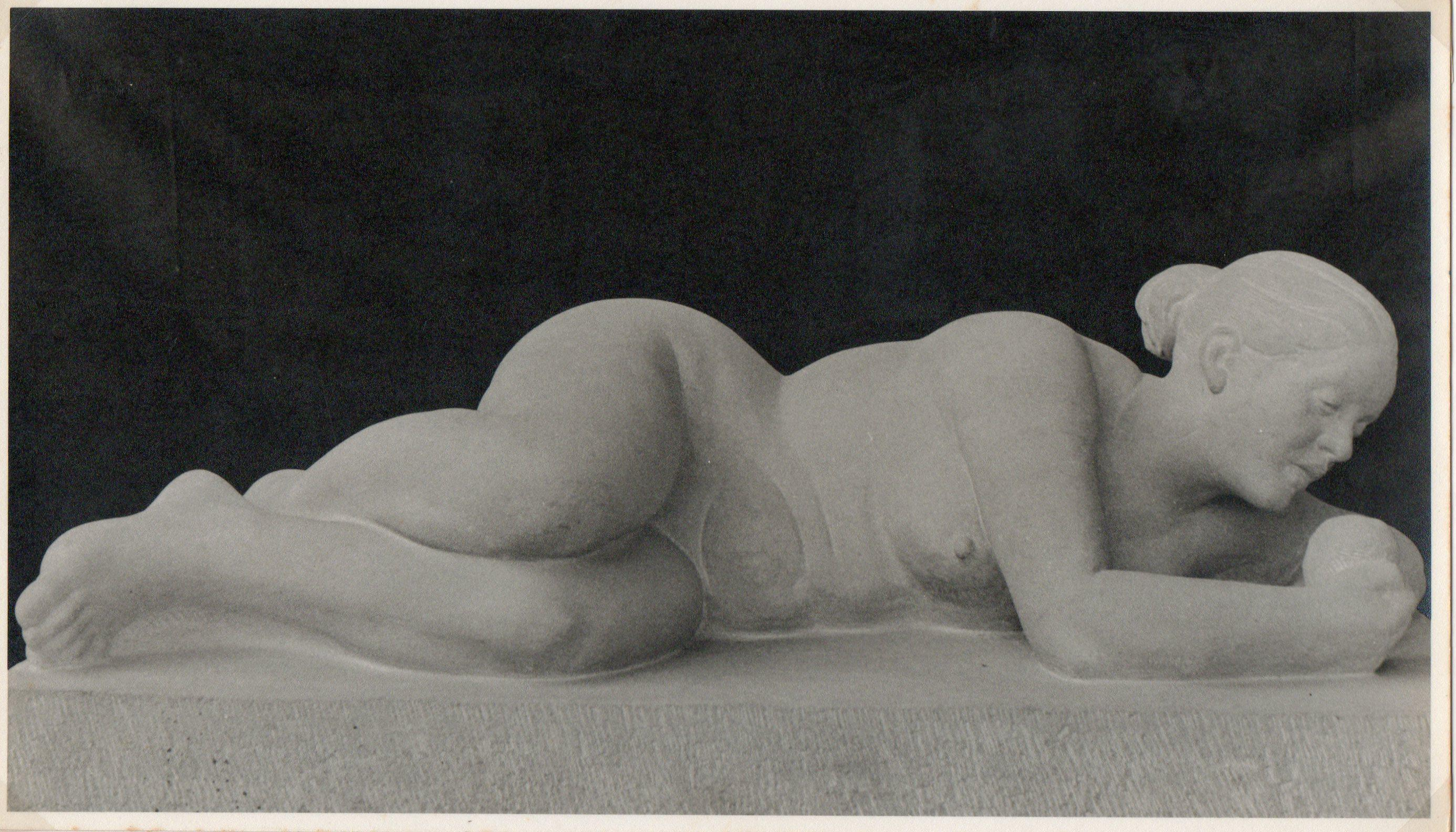
Escultura em pedra - Eva Mulata - Acervo da Pinacoteca do Estado de São Paulo, Brasil.

- Escultura em pedra - Eva Mulata - Acervo da Pinacoteca do Estado de São Paulo, Brasil.III Mostra D´Arte Trevigiana - Treviso - Novembro de 1922
- Catálogo della XIV mostra di "Ca Pesaro" - Venezia - Itália - 1923
- V Mostra D´Arte Trevigiana - Palazzo Provera Conegliano e Treviso - Itália - 1924
- XIV Esposizione Internazionale D´Arte della Citta di Venezia - Bienal de Veneza - Itália - 1924
- IV Esposizione D´Arte delle "Tre Venezie" - Salone della Ragione - Padova - Itália - 1926
- II Mostra Provinciale D´Arte Contemporanea - Trevizo - Palazzo CCC - Novembro de 1954
- Collezionismo Privato a Treviso - Dipinti Veneti inediti 800-900 - Camera CCIAA - década de 70
- Salão Oficial de Belas Artes do Estado de São Paulo - Expôs do primerio salão (1934) até o salão do IV Centenário (1954) - São Paulo
- Participante ativo dos salões do Sindicato de Artes Plásticas de São Paulo
- Participante do Salão Nacional de Belas Artes - Rio de Janeiro - 1938, 1939 e 1940
- Salão Paulista de Arte Moderna - São Paulo - Dos anos 1957 a 1954
- III Salão da Sociedade Paulista de Belas Artes - São Paulo - 1937
- Galeria de Arte Itá - São Paulo - Pintores Paulistas Contemporâneos - Abril de 1956
- 2° Salão do Trabalho - Folha de S.Paulo - 1963
- "Sociarte" - Clube Atlético Monte Líbano - São Paulo - Anos 1983, 1984, 1985 e 1986
- Pintores Italianos no Brasil - Museu de Arte de São Paulo - MASP
- "Marinhas e Ribeirinhas" - Museu Lasar Segall - São Paulo
- Comemoração dos 448 anos da cidade de São Paulo - Pinacoteca do Estado
- Museu Afro-Brasileiro - Ibirapuera - "O Negro nas Artes Plásticas" - 2009

## Críticas

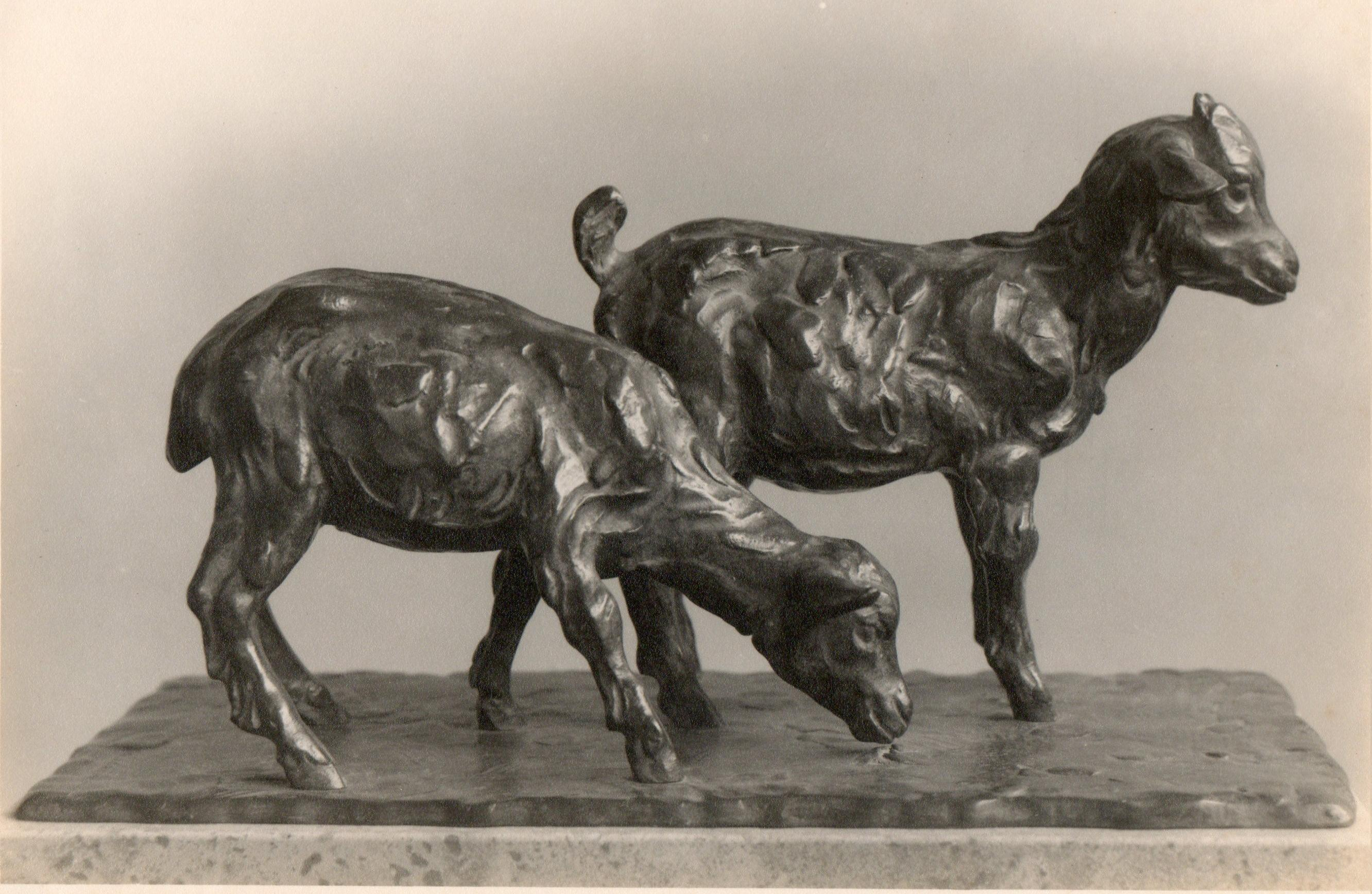
Escultura em bronze - Cabritinhos - Década de 30

"Zorlini, cuja sensibilidade explende nalgumas cabeças que Wildt soube elogiar e nalguns momentos a que Bistofi deu atenção carinhosa, é, no seu setor, um mestre sereno, forte, com capacidade multifaria, que o leva a esculpir grupos monumentais, harmonizados com as sóbrias linhas arquitetônicas dos monumentos, e a realizar a estátua singular, fremente da vida interior, e de sensibilidade. "HELIOS (Menotti del Picchia) - Cruzeiro - Rio de Janeiro - 25 de Novembro de 1933
"Ottone Zorlini vem aureolado com sua participação na Bienal de Veneza, Itália, exposição consagrativa onde se encontram, lado a lado, mestres de todas as escolas, tendências as mais variadas, temperamento em absoluto antagonismo. Daí o grande mérito desta parada de valores. Sua escultura tem despertado vivo entusiasmo. Executa, o escultor Zorlini, com a mesma maestria, a figura, os animais, os monumentos, pequenas terracotas, e tudo isso coroado por dons inegáveis de excelente desenhista." Virgilio Mauríco - A Nação - Rio de Janeiro - 18 de Maio de 1936
"... Dopo um viaggio per Portogallo, Spagna e Francia sei ricaduto a Treviso, la nostra Treviso, e che ora hai ritrovato - come mi asicuri - "tale a quale". Trecento disegni (alcuni mi sembrano dei capolavori) e cento quadri che farai bene a sporre in una mostra qui a S. Paolo..." - Piero Pedrazza - Tribuna Italiana - 1949
"O desenho - o desenho apontamento - é a linguagem mais livre, mais eloquente de Zorlini. Todas as vezes que ele viaja, o caderno de apontamentos o acompanha. Nesse caderno, são recolhidas notas tomadas de um ângulo de rua, uma praia, um canto de oficina, de um restaurante, de uma praça, de uma feira, e até de um mercado. Espontâneas como são, estas linhas se espalham na folha de papel, denunciando a um tempo, o entusiasmo íntimo de Zorlini e a enérgica formação artesanal." - Quirino da Silva - Diário de São Paulo - 1957

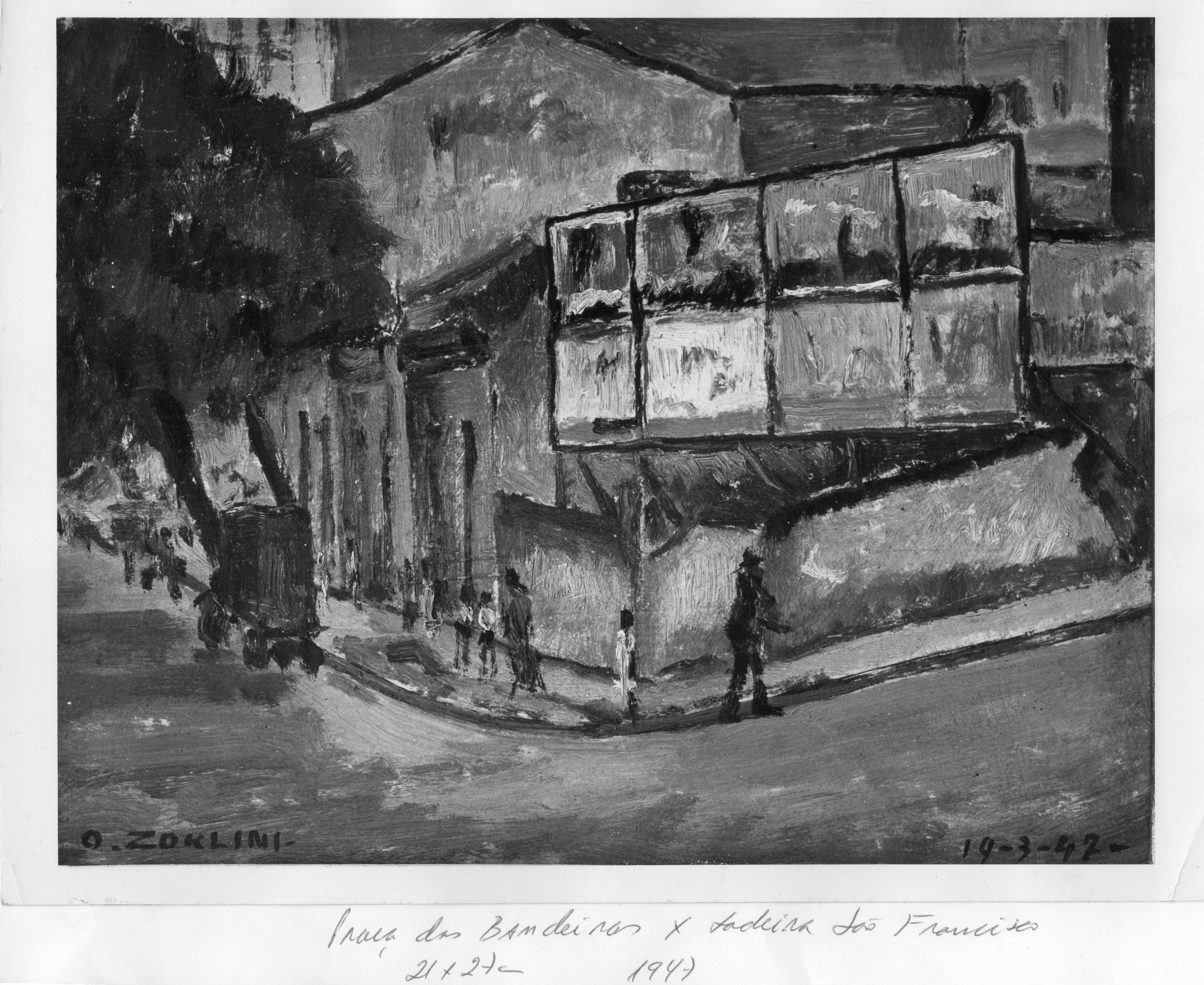
Praça das Bandeiras, São Paulo, Brasil. Óleo sobre cartão, década de 30.

"Quando for escrita (será feito algum dia?), a verdadeira história da vida artístisca paulista nestes últimos 20, 30 anos, apesar das transformações, das evoluções, um nome certamente não poderá ser esquecido: o do escultor-pintor Ottone Zorlini; e não apenas pelo seu trabalho profícuo, honesto e sincero, e sim, por tudo aquilo que sua personalidade representa em todas as várias fases das artes locais. Na atual exposição da Galeria São Luiz, inteiramente dedicada à pintura, Zorlini nos comprova tudo aquilo que se comentou nas linhas acima descritas." - Franco Cenni - Fanfulla - Outubro de 1965

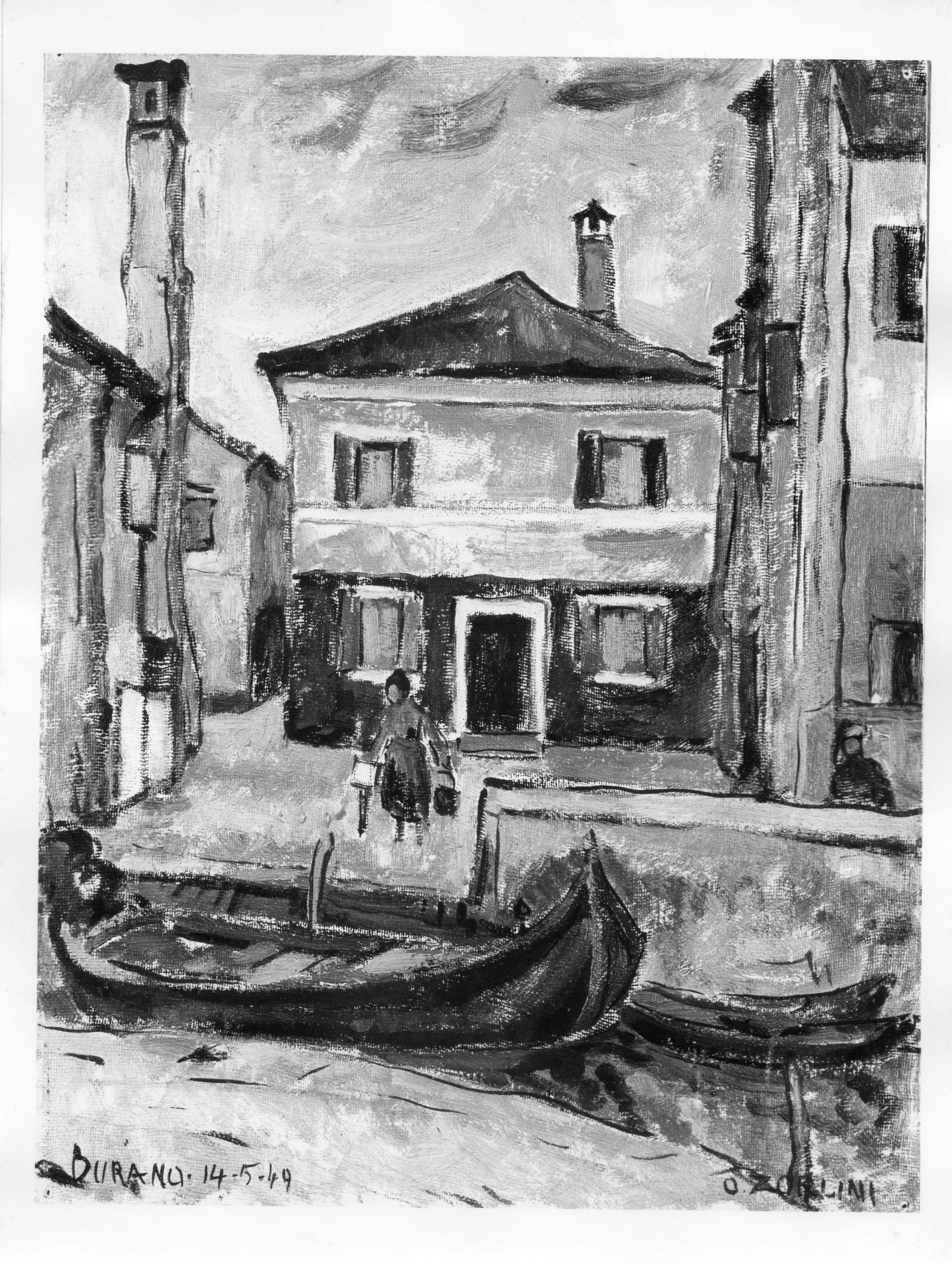
Casas em Burano, Venzia, Itália. Óleo sobre cartão, década de 50.

"Zorlini, além de escultor, onde é mais conhecido, é também ótimo pintor, e é como tal que quero apresentá-lo ao público em geral e aos artistas em particular. Como colega e pintor, ouso afirmar que Zorlini nunca traiu a arte, sempre devotando a ela carinho e respeito." Vittório Gobbis - 1965
"Conheciamos esculturas e desenhos de Ottone Zorlini desde sua chegada ao Brasil na terceira década deste século. Aqui já chegou com grande experiência gráfica e plástica, mas se conservou alheio a movimentos de vanguarda, preferindo aliar-se aos grupos dos salões paulistas. Sua roda habitual era de Alfredo Volpi, Vittório Gobbis, Mário Zanini, e outros elementos da chamada Família Paulista. Nesta atual exposição, utiliza telas como suporte, pigmentos como magma e plasma, e o assunto vivencial como temário. A que se respeitar e absorver a lição dum mestre que é desenhista, ceramista, pintor, escultor, decorador. Se o fixarmos na nossa cronologia plástica como escultor, já agora cumpre dar-lhe o amplo epíteto de artista polivalente. Representa uma geração, um processo e uma ética." - José Geraldo Vieira - Folha de S.Paulo - Outubro de 1965
"...morreu anteontem a noite, e foi sepultado ontem, o pintor e escultor Ottone Zorlini. Dedicou quarenta anos de sua vida à arte no Brasil - veio da Itália em 1927 - e até meses antes de cair doente pintou a natureza como sempre o fez durante longos anos. Ottone Zorlini tinhas 76 anos, deixa esposa, uma filha e um filho, o médico Giancarlo Zorlini que, de alguns anos para cá, também segue a carreira do pai na pintura." - Ivo Zanini - Folha de S.Paulo - 8 de Junho de 1967

"... conobbi Ottone Zorlini, ebbi di Zorlini un´impressione di serenita e di vita sana e felice: infatti Zorlini aveva gia fatto in Brasile passi da gigante, riuscendo como emigrato artista, a vincere la tappa piu aspra della vita. Sempre entusiasta e innamorato di ogni cosa sana cha fa parte della vita della gente e dell´ambiente umano - Viveva in continuo contatto com noi pittori del S. Elena ed era, senza dubbio piu pittore che scultore. - Amava l´aria libera e con Volpi e Zanini dippinsero frequentemente pessagi. Zorlini fu un artista, un uomo, un padre e raduno in sé quelle qualitá grandi che fanno di noi i continuatori della vita sacra e della indistrutibile tradizione" - Fulvio Pennacchi - 31 de Março de 1973

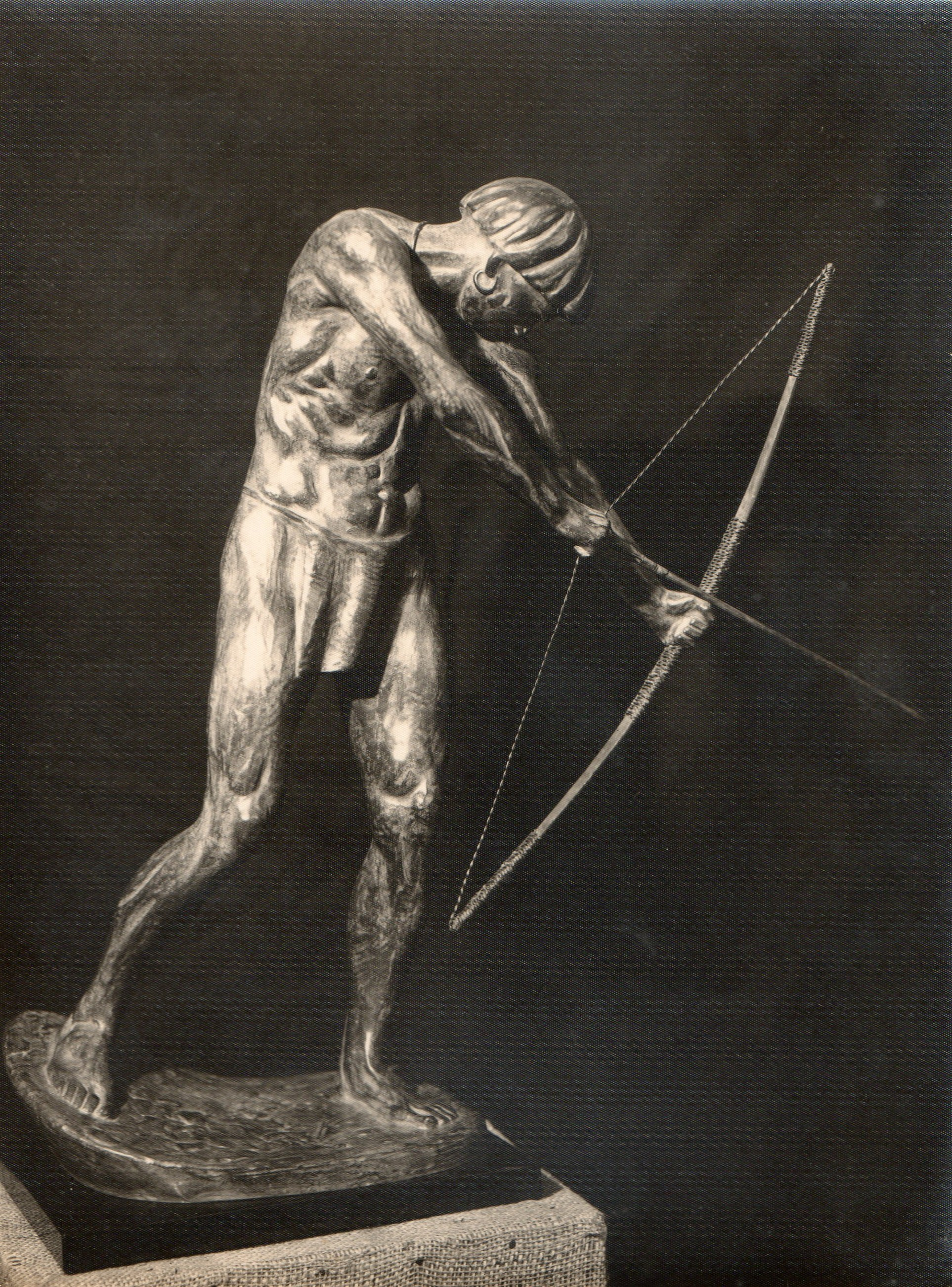
Índio Pescador - Escultura em bronze - década de 40.

"Eis um outro artista que se deve associar ao grupo Santa Helena: o escultor Zorlini, que dedicou-se à pintura nos anos 30 a 40, participando dos mesmos modos daquele pós-impressionismo então em sucessão do vigente e demais provinciano academismo. Zorlini ía ao campo com Volpi e Zanini. Os três são da mesma família, procuravam uma expressão livre e franca.
Na exposição que o Museu organizou da famosa semana, todavia esquecemos o Zorlini, tampouca era a informação a seu respeito. Sua produção não circulou nas famílias amigas. Agora, quando vimos a sua obra conservada por seu filho, constatamos nosso erro (e não deve ser o único).
Quando Zorlini deixa a Peninsula é um jovem escultor; ele descobre no Brasil a pintura como libertação de dever de executar monumentos e bustos de comissão, limitando os voos de suas aspirações. Como escultor, ele se revela excelente técnico, ele cria para si pequenas estátuas, de figuras femininas, e de animais de granja com muito amor." - Pietro Maria Bardi - Diretor do Museu de Arte de São Paulo - MASP - 1974
"...um começo recente, com Alfredo Volpi, Angelo Simeoni e Ottone Zorlini, ensaiando uma pintura inspirada no "ottocento" italiano e francês.
Diferença entre Ottone, Angelo e Volpi: a formação artesanal dos dois primeiros, uma formação que o último se limitava a imitar, mas com excepcional talento. Ottone era desenhista, escultor e projetista, além de pintor. Estas optidões artesanais abriram para Ottone setores sociais quase fechados aos outros dois.
Ottone está nos "Volpi" acadêmicos dos anos 30 que inspirou, acalentou, e colocou nas coleções da época. Daí, a descobrir em Mário Zanini um segundo Volpi, para Ottone, foi apenas um passo. Tornou-se "colecionador de Zanini". Os quadros que o Museu de Arte Moderna recolhe falarão por si. Ottone deu a sua contribuição sincera, pessoal, produzindo no grupo de acordo com a mentalidade comum. Nem poderemos deixar de procurar, na obra particular de Ottone, o entusiasmo e a vitalidade que colocou na obra dos outros. O calor e o carinho que dedicou aos amigos e que nem sempre recebeu de volta." - Paulo Maranca - Folha da Tarde - 1975
"Ottone Zorlini, um pequeno mestre.

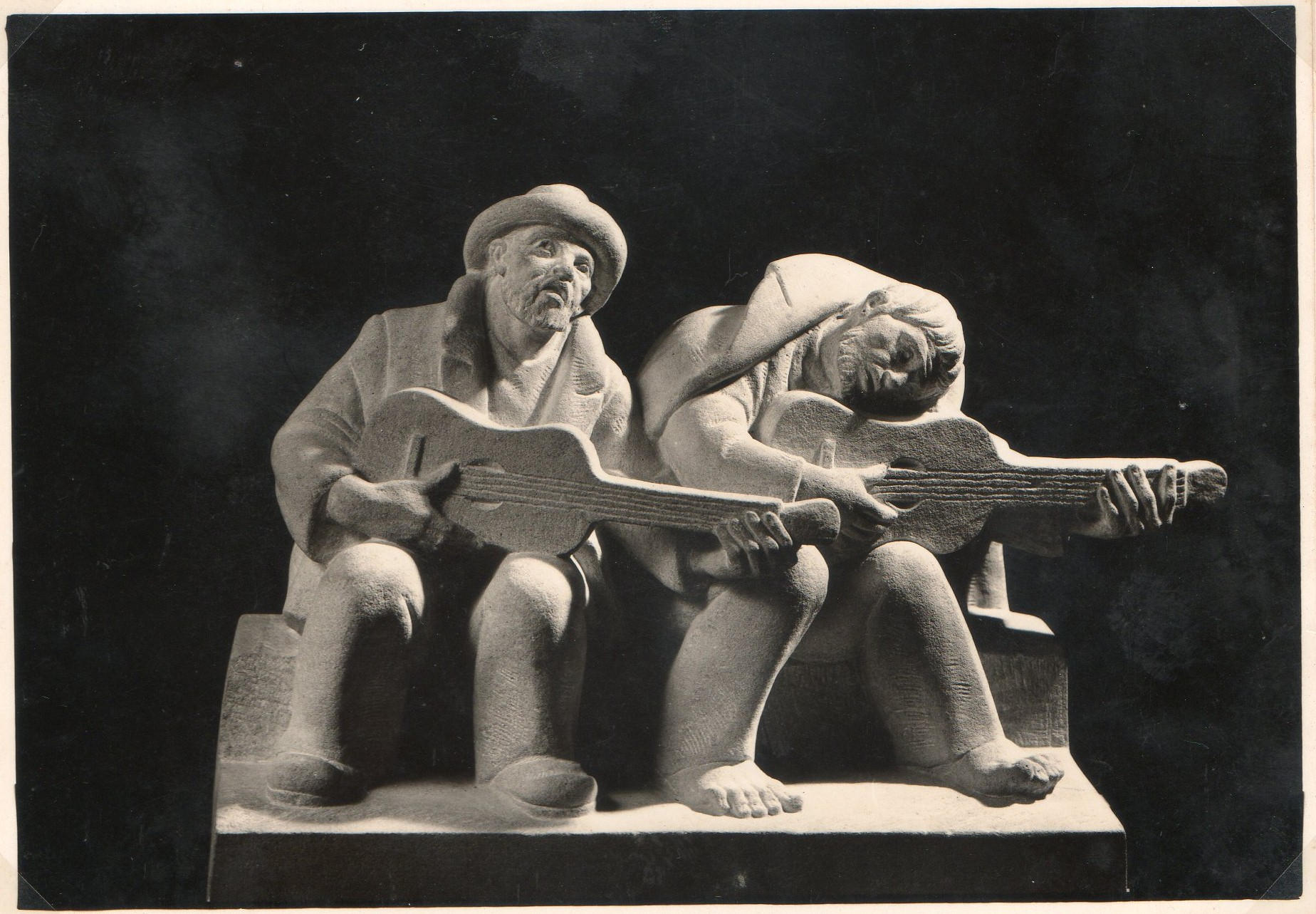
Tocadores de Violão - Escultura em pedra - Década de 50.

Qual é o destino dos pequenos mestres pintores, após a morte? A vida inteira dedicada ao fazer, senhores de boa técnica e afável temperamento, amigos e companheiros de sólidos pintores, eles percorrem um obscuro caminho à sombra dos famosos e à margem da glória. É o caso de Ottone Zorlini. Até pouco tempo esquecido, dele se fez uma retrospectiva no Museu de Arte Moderna de São Paulo em 1975, e agora essa exposição na A Galeria, com pinturas e esculturas. Estas duas mostras foram capazes de trazer o calor de um artista sincero e dedicado, capaz de estar à sombra com o mesmo entusiasmo e garra do início da carreira..." - Jacob Klintowitz - O Estado de S. Paulo - 1976
"...Zorlini, natural de Treviso, Itália, chegou ao Brasil em 1927 já escultor de renome em sua terra. Trouxe algumas elegantes cabeças de mulher, figuras femininas, e fotos de obras executadas na Itália. Continuou aqui no Brasil executando monumentos funerários e bustos, já que este era o ganha-pão da maioria de nossos escultores. A figura humana, em especial a feminina, é frequente na obra de Zorlini, onde aparecem com figura seus conhecimentos de anatomia.
A Pinacoteca do Estado, tendo já prestado sua homenagem a Segal, recupera nesta exposição a obra de Ottone Zorlini, por ocasião do seu centenário de nascimento." - Ruth Sprung Tarassantchi - Curadora - Pinacoteca do Estado de São Paulo - 1991